# Hedda Dyson

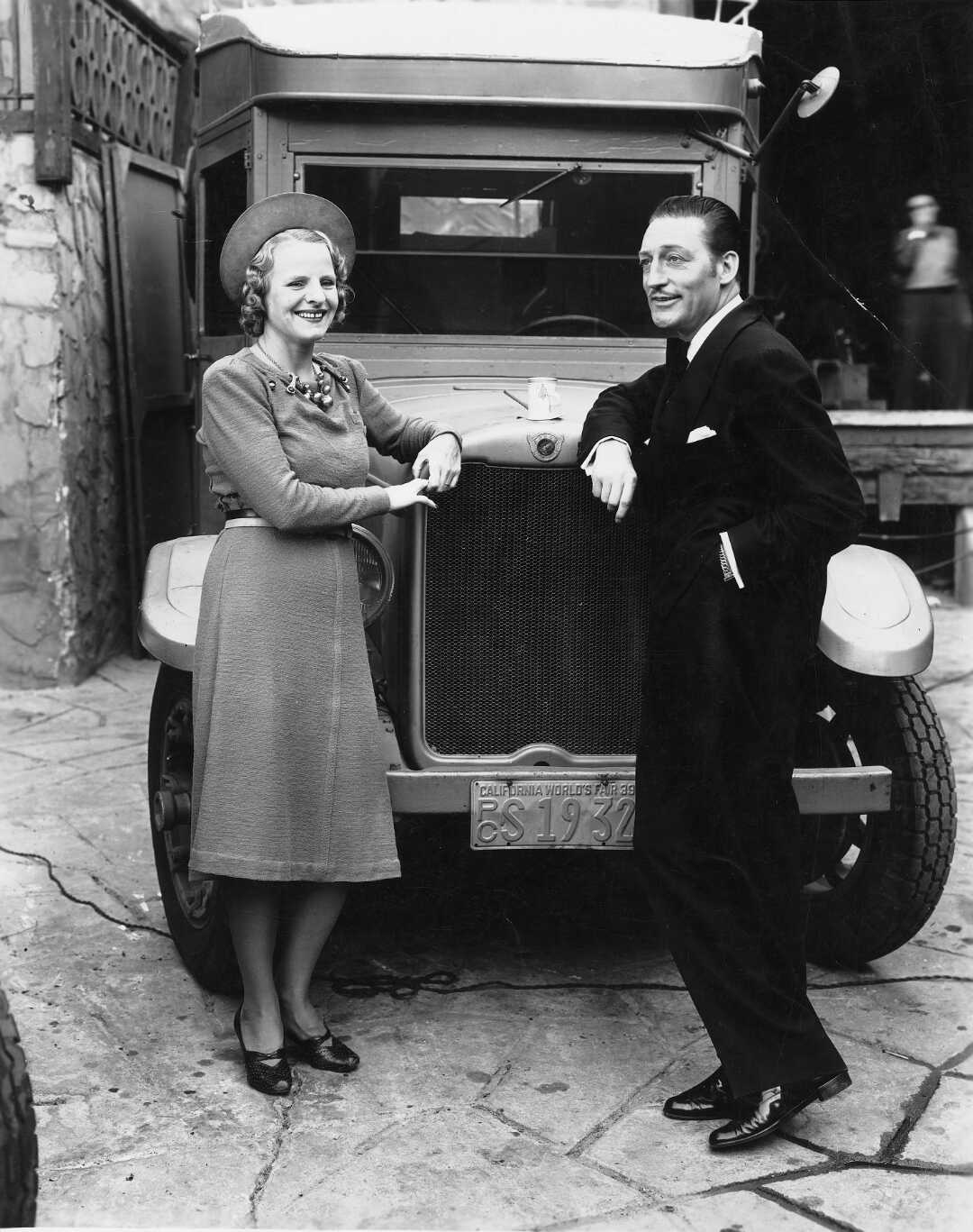
Hedda Dyson (links)
(1940)

Elizabeth Geertruida Agatha Dyson  (* 15. Januar 1897 in Ginneken, Breda, Niederlande; † 17. Oktober 1951 in Auckland, Neuseeland) war eine neuseeländische Feministin, Journalistin, Redakteurin und Herausgeberin des New Zealand Woman's Weekly.

## Frühes Leben
Elizabeth Geertruida Agatha Weersma wurde am 15. Januar 1897 als Tochter der Eheleute Joziena Regiena van Haeften und dem Armeeoffizier Tiemen Weersma in Ginneken, im heutigen Teil von Breda geboren. Traditionell und religiös erzogen verbrachte Elizabeth einen Teil ihrer Kindheit in Niederländisch-Ostindien. Sie lebte später fast zwei Jahre in Österreich und Deutschland und als der Erste Weltkrieg begann, studierte sie Kunst in Paris. Wann sie sich den Vornamen Hedda zugelegt hat oder wie sie zu dem Namen gekommen ist, ist nicht bekannt.

## Erste Ehe
Hedda kehrte nach in die Niederlande zurück und heiratete am 11. Dezember 1918 in der Stadt Gouda Jacobus Maria Lakeman. Aus der Ehe gingen zwei Kinder hervor, eine Tochter, die früh verstarb und einen Sohn, der 1920 geboren wurde. Ungefähr um 1918 begann Hedda journalistisch zu arbeiten, reiste mit ihrem Mann über Amerika nach Niederländisch-Ostindien, wo ihr Mann in Surabaya eine Anstellung im öffentlichen Dienst fand. Am 6. Oktober 1923 ließ sich Hedda von ihrem Mann scheiden.

## Neuseeland
Nach Neuseeland kam Hedda durch einen Auftrag einer Zeitung aus Niederländisch-Ostindien. Als es zu Streitigkeiten über ihr Gehalt kam, wandte sie sich an einen Rechtsanwalt namens Edward Joseph Vernon Dyson.

## Zweite Ehe
Aus dem Kontakt wurde mehr als eine Rechtsberatung und Hilfe und so heirateten sie am 3. Februar 1927 in Auckland.

## Niederländisch-Ostindien
Hedda reiste 1928 zurück nach Niederländisch-Ostindien, um ihren Sohn nach Neuseeland zu holen.

## Neuseeland
Als im Dezember 1932 das Magazin New Zealand Woman's Weekly gegründet wurde und in den ersten fünfzehn Wochen die Besitzer zwei Mal gewechselte hatten, stieg Heddas Mann in das Geschäft ein und kaufte das Magazin. Hedda wurde die zweite Herausgeberin. Auch jetzt war der Bestand des Magazins nicht gesichert und als Heddas Mann das Magazin Ende 1933 an New Zealand Newspapers verkaufen konnte und Hedda als Journalistin übernahm, war die Erleichterung bei beiden groß. Hedda nahm in ihren Leitartikeln, die sie schreiben konnte, Stellung zu sozialen und politischen Themen und vertrat die Ansicht, Dinge offen zu diskutieren und den Leserinnen die Möglichkeit zu geben, sich selbst ein Urteil zu bilden. Sie interessierte sich für Philosophie und Psychologie und für die Meinung ihrer Leser. Auch Analysen zu internationalen Themen wie dem Weltfrieden, dem Aufstieg des Faschismus und dem Leben in der Sowjetunion, waren oft Themen in ihren Artikeln. Sie sorgte sich über das Ausmaß an Unwissenheit in Neuseeland und forderte ihre Leserinnen auf, sich mit dem Geschehen in der Welt zu befassen. In den späten 1930er Jahren half sie mit Educational Groups (Bildungsgruppen) zu gründen.
1935 machte Hedda eine kurze Reise nach Holland, um ihre Mutter und eine Nichte nach Neuseeland zu holen und noch im gleichen Jahr besuchte sie nach der General Election Ehefrauen von Abgeordneten der New Zealand Labour Party, um sie interviewen zu können. Im November 1935 begann Hedda eine einstündige wöchentliche Radiosendung zu moderieren, die auf 1ZM Manurewa ausgestrahlt wurde. Ihre Sendungen bestanden aus heiteren und informativen kurzen Beiträgen, worunter sich auch von ihr selbst geschriebene Einakter befanden. Es bildete sich ein Fangemeinde ihrer Sendungen, was sich durch zahlreiche Brief, die sie erhielt, zeigte. 1947, als die Angst vor dem Kommunismus in Neuseeland zunahm, schrieb sie über die New Zealand Federation of Labour, führte Interviews mit den sogenannten Watersider (Hafenarbeiter) und mit prominenten Gewerkschaftlern. Sie thematisierte auch die Schwierigkeiten des Alltags für Frauen und forderte, dass sie Zeit zum Lesen und zum Lernen haben sollte. Auch an Versammlungen und der politischen Willensbildung sollten sie teilhaben können. Sie war eine entschiedene Befürworterin der Lohngleichheit und der gleichen Rechte für Frauen.

## Sport und Schönheit und Vereinigte Staaten
Hedda war auch eine sportbegeisterte Frau. Sie trat der Frauenabteilung des Rudersports des West End Rowing Club in der Freemans Bay bei und nahm 1935 darüber an der neuseeländischen Frauenmeisterschaft in Whanganui teil. In den späten 1930er Jahren veranstaltete das Woman's Weekly einen Wettbewerb zur Miss New Zealand und sie selbst gewann 1938 eine kurze Tournee durch die Vereinigten Staaten in einem weltweiten Wettbewerb für Frauen über 35 Jahre, der von einem amerikanischen Gesundheits- und Schönheitsmagazin veranstaltet wurde. Sie blieb in den Staaten für ein Jahr, stritt mit einem amerikanischen sozialistischen Parteiführer über dessen neutrale Haltung zur Nazi-Aggression in Europa, machte eine Radiosendung und traf Eleanor Roosevelt, was nach ihrer Aussage nach „the greatest adventure of my life“ (das größte Abenteuer meines Lebens) war.

## Neuseeland
Zurück von ihrer Reise schrieb Hedda eine Reihe von Artikel, die auf ihrem Reisetagebuch basierten. Sie blieb bis Ende des Jahres 1948 Herausgeberin der New Zealand Woman's Weekly. Nach ihrem Ausscheiden gründete sie mit einem Partner eine Druckerei in Warkworth, die aber nicht sehr erfolgreich war. Hedda war starke Raucherin, was dazu führte, dass sie an Krebs erkrankte. Zu diesem Zeitpunkt hatten sich Hedda und ihr Mann bereits getrennt.
Elizabeth Geertruida Agatha Dyson verstarb am 17. Oktober 1951 im Alter von 54 Jahren in Auckland.